# Brew Moore
Milton Aubrey 'Brew' Moore (Indianola (Mississippi), 26 maart 1924 – Kopenhagen, 19 augustus 1973) was een Amerikaanse jazzsaxofonist.

## Biografie
Brew Moore had zijn eerste muzikale ervaringen als professional in de bands van Claude Thornhill en Kai Winding. Hij was een van de Four Brothers in de Woody Herman Herden, nam in 1953 deel aan sessies met Tony Fruscella en woonde van 1955 tot 1960 in San Francisco. Van 1960 tot 1967 verbleef hij in Europa en speelde hij in 1961 in Parijs met Kenny Clark. Vanaf 1962 woonde hij in Scandinavië en was hij een gevraagd sessiemuzikant. Zijn voorbeeld was Lester Young. Op lp's en cd's is hij te horen met Chet Baker, Gerry Mulligan en Stan Getz. Onder zijn eigen naam ontstonden slechts weinig lp's, waaronder albums voor Fantasy Records en SteepleChase Records. Een alcoholverslaving leidde tot het einde van zijn carrière.

## Overlijden
Brew Moore overleed in augustus 1973 op 48-jarige leeftijd.

## Discografie
- 1954: Tony Fruscella & Brew Moore (Fresh Sound Records) met Bill Triglia, Teddy Kotick, Bill Henie
- 1962: Swingtet 14 (Black Lion), in Kopenhagen ontstane opnamen met NHOP, Lars Gullin
- 1963: I Should Care (SteepleChase Records) met Atli Bjorn, Benny Nielsen, William Schopffe

- Biblioteca Nacional de España: XX1625775
- Bibliothèque nationale de France: cb13897668s (data)
- Gemeinsame Normdatei: 134465849
- International Standard Name Identifier: 0000 0001 1838 6739
- Library of Congress Control Number: n83073592
- MusicBrainz: 202b33e1-4329-4963-9d51-6169f7dec31a
- Nationale Bibliotheek van Israël: 987007325770805171
- Nederlandse Thesaurus van Auteursnamen: 099906627
- Istituto Centrale per il Catalogo Unico: LO1V266192
- SNAC: w6p987qg
- Système universitaire de documentation: 156838990
- Virtual International Authority File: 24788042
- WorldCat: E39PBJqBvH7mRCGVXcfMctyDbd